# Speleoithona bermudensis
Speleoithona bermudensis là một loài động vật giáp xác thuộc họ Speleoithonidae. Đây là loài đặc hữu của Bermuda. Môi trường sống tự nhiên của chúng là karsts.